# Frances (Vorname)
Frances bzw. Francés ist ein weiblicher Vorname.

## Varianten
- Fran

## Liste

### A
- Frances Adaskin (1900–2001), kanadische Pianistin
- Frances E. Allen (1932–2020), US-amerikanische Informatikerin

### B
- Frances Baard (1901–1997), südafrikanische Gewerkschafterin und Apartheidsgegnerin
- Frances Bay (1919–2011), kanadische Schauspielerin
- Frances Bergen (1922–2006), US-amerikanische Schauspielerin und Modell
- Frances Brandon (1517–1559), britische Adlige
- Frances Brundage (1854–1937), US-amerikanische Malerin und Autorin
- Frances Hodgson Burnett (1849–1924), britische Autorin
- Frances Burney (1752–1840), englische Schriftstellerin

### C
- Julie Frances Christie (* 1941), britische Filmschauspielerin
- Frances Cleveland (1864–1947), US-amerikanische First Lady
- Frances Conroy (* 1953), US-amerikanische Schauspielerin
- Sophie Frances Cooke (* 27. Juni 1993), britische Sängerin und Songwriterin mit dem Künstlernamen Frances
- Frances Jane Crosby (1820–1915), US-amerikanische Autorin

### D
- Frances Dafoe (1929–2016), kanadische Eiskunstläuferin
- Frances de la Tour (* 1944), britische Schauspielerin
- Frances Dee (1909–2004), US-amerikanische Schauspielerin
- Rita Frances Dove (* 1952), US-amerikanische Autorin
- Frances Drake (1912–2000), US-amerikanische Schauspielerin

### E
- Jane Frances Agnes Elgee (1821–1896), irische Autorin

### F
- Frances Farmer (1913–1970), US-amerikanische Schauspielerin
- Frances Fisher (* 1952), britische Schauspielerin
- Mary Frances Kennedy Fisher (1908–1991), US-amerikanische Essayistin
- Frances Fyfield (* 1948), englische Anwältin und Autorin

### G
- Frances Goodrich (1890–1984), US-amerikanische Autorin und Schauspielerin
- Frances Wilson Grayson (1890–1927), US-amerikanische Pilotin
- Frances Ethel Gumm (1922–1969), US-amerikanische Filmschauspielerin und Sängerin

### H
- Frances Havergal (1836–1879), englische Dichterin
- Frances G. Hill (* 1958), deutsche Autorin
- Frances Hyland (1927–2004), kanadische Schauspielerin

### I
- Frances Itani (* 1942), kanadische Schriftstellerin und Lyrikerin

### K
- Frances Oldham Kelsey (1914–2015), US-amerikanische Pharmakologin
- Frances Anne Kemble (1809–1893), englische Schauspielerin und Schriftstellerin
- Frances Kissling (* 1943), US-amerikanische Feministin
- Frances Shand Kydd (1936–2004), Mutter von Diana, Princess of Wales

### L
- Frances Langford (1913–2005), US-amerikanische Sängerin und Schauspielerin
- Frances Ann Lebowitz (* 1950), US-amerikanische Schriftstellerin
- Mary Frances Lyon (1925–2014), englische Genetikerin

### M
- Frances Magnus (1882–1969), deutsche Politikerin
- Debra Frances Manheim (* 1961), US-amerikanische Schauspielerin
- Frances Marion (1888–1973), US-amerikanische Drehbuchautorin und Regisseurin
- Frances Beatrice Marshoff (1957–2023), südafrikanische Politikerin
- Frances McDormand (* 1957), US-amerikanische Schauspielerin
- Frances MacDonald McNair (1873–1921), schottische Malerin und Kunsthandwerkerin
- Frances Moore Lappé (* 1944), US-amerikanische Autorin
- Frances Elizabeth Moran (1889–1977), irische Juristin

### N
- Frances Elaine Newton (1965–2005), US-amerikanische Verbrecherin

### O
- Frances O’Connor (* 1967), australische Schauspielerin
- Frances Belle O’Connor (1914–1982), US-amerikanische Showattraktion und Schauspielerin
- Frances Sargent Osgood (1811–1850), US-amerikanische Dichterin

### P
- Mary Frances Penick (1931–2004), US-amerikanische Sängerin
- Kathleen Frances Daly Pepper (1898–1994), kanadische Malerin
- Frances Perkins (1880–1965), US-amerikanische Politikerin
- Frances Fox Piven (* 1932), kanadische Politologin und Soziologin

### R
- Frances Reid (1914–2010), US-amerikanische Schauspielerin
- Frances Ridste (1919–1948), US-amerikanische Schauspielerin

### S
- Frances Scholz (* 1962), US-amerikanische Künstlerin
- Frances Thurber Seal (1860–1932), Lehrerin der Christlichen Wissenschaft
- Mary Frances Sherwood Hopkins Searles (1818–1891), US-amerikanische Millionärsgattin
- Frances Sherwood (1940–2021), US-amerikanische Schriftstellerin
- Diana Frances Spencer (1961–1997), britische Kronprinzessin
- Henrietta Frances Spencer (1761–1821), britische Adlige
- Frances Stephens (1851–1915), kanadische Philanthropin
- Frances Sternhagen (1930–2023), US-amerikanische Schauspielerin
- Frances Stewart, Duchess of Richmond and Lennox (1647–1702), schottische Adlige

### T
- Frances Trollope (1779–1863), britische Autorin

### U
- Frances Ann Ulmer (* 1947), US-amerikanische Politikerin

### V
- Frances Villiers (1753–1821), englische Mätresse

### W
- Frances Walsingham (1567–1632), englische Adlige und Hofdame Elisabeths I
- Frances Walsh (* 1959), neuseeländische Drehbuchautorin
- Frances Wayne (1919/1924–1978), US-amerikanische Sängerin
- Frances Westley, kanadische Sozialwissenschaftlerin
- Frances Willard (1839–1898), US-amerikanische Frauenrechtlerin und Sozialreformerin
- Frances E. Willis (1899–1983), US-amerikanische Diplomatin
- Frances Garnet Wolseley (1872–1936), englische Gartengestalterin
- Frances Wood (1883–1919), englische Chemikerin und Statistikerin
- Frances Wood (* 1948), britische Bibliothekarin, Sinologin und Historikerin
- Kay Frances Worthington (* 1959), kanadische Rudersportlerin
- Frances Wright (1795–1852), britische und amerikanische Sozialreformerin und Frauenrechtlerin

### Y
- Frances A. Yates (1899–1981), englische Historikerin und Autorin